# Eparchie naberežnočelnycká
Eparchie naberežnočelnycká je eparchie ruské pravoslavné církve nacházející se v Rusku.

## Území a titul biskupa
Zahrnuje správní hranice území Agryzského, Jelabužského, Mendělejevského, Menzelinského a Tukajevského rajónu republiky Tatarstán.
Eparchiálnímu biskupovi náleží titul naberežnočelnycký a jelabužský.

## Historie
Eparchie byla rozhodnutím Svatého synodu zřízena dne 25. července 2024. Území eparchie bylo odděleno z území kazaňské eparchie.

## Seznam biskupů
- od 2024 Gavriil (Melnikov)